# Карла Нигърс
Карла Амалия Нигърс (на английски: Carla Amalia Neggers) е американска писателка на бестселъри в жанра любовен роман и романтичен трилър. Пише и под псевдонимите Ан Харъл (на английски: Anne Harrell) и Амелия Джеймс.

## Биография и творчество
Карла Нигърс е родена на 9 август 1955 г. в Белчертаун, Масачузетс, САЩ, в семейството на Леонардус Нигърс, механик и имигрант от Нидерландия след Втората световна война, и Флорин Харъл, учителка. Има 6 братя и сестри. Израства край западния край на красивия язовир „Куабин“ в селските райони на щата Върмонт, с разкази за живота на баща си като холандски моряк и истории от детството на майка си в северозападната част на Флорида. Още от малка самата тя съчинява истории, качена с бележник и писалка на голямо дърво, според легендата.
След завършване на средното си образование работи от 1975 г. като сътрудник за връзки с обществеността към „American Heart Association“ в Бостън. Едновременно учи в Бостънския университет, първо изящни изкуства, а после журналистика. Завършва през 1977 г. с отличие и бакалавърска степен по журналистика. Омъжва се за Джо Б. Джуъл на 23 юли 1977 г. Имат 2 деца – Катрин Рай и Захари Вин.
Започва работа във фирмата „L.W. Robbins Associates“ през 1977 г. През следващата година напуска, установява се като журналист на свободна практика, и се занимава с отглеждане на децата си.
В началото на 80-те години започва да пише романи в жанра романс, а към края на 80-те се насочва успешно към романтичния трилър. Романите на Карла печелят акламациите на критиката и читателите с уникалната си комбинация от динамичен екшън, напрежение и романтика.
Авторка е на повече от 60 романа, като над 12 от тях са бестселъри в списъците на ”Ню Йорк Таймс“. Преведена е на 24 езика. Печелила е награди за романс и неколкократно е номинирана за награди в категорията романтичен трилър.
Карла Нигърс живее със съпруга си в обновена планинска къща в Куечи, щата Върмонт. В свободното си време обича да чете, да бродира, да пътува и да подрежда градината си. Често пише романите си и по време на своите пътувания по света, особено в любимата и Ирландия.

## Произведения

### Самостоятелни романи
- Dream Images (1982) – под псевдонима Амелия Джеймс
- Midsummer Dreams (1982) – под псевдонима Амелия Джеймс
- Tangled Promises (1982) – под псевдонима Амелия Джеймс
- Outrageous Desire (1983)
- Dancing Season: Finding Mr. Right (1983)
- Matching Wits (1983)
- Heart on a String (1983)
- A Touch of Magic (1984)
- Delinquent Desire (1984)
- Горещи нощи, Southern Comfort (1984)
- Apple of My Eye (1985)
- Interior Designs (1985)
- Captivated (1986)
- Claim the Crown (1987)
- Trade Secrets (1987)
- All in a Name (1988) – награда „Reviewer's Choice“ за романс
- Family Matters (1988)
- A Winning Battle (1988)
- Диамантен огън, Minstrel's Fire (1989) – под псевдонима Ан Харъл
- Нежни предателства, Betrayals (1990) – под псевдонима Ан Харъл
- Within Reason (1990)
- That Stubborn Yankee (1991)
- Опитай с търпение, Trying Patience (1992)
- Tempting Fate (1993)
- Омагьосаните, Bewitching (1993)
- A Rare Chance (1996)
- Finding You (1996)
- The Groom Who (Almost) Got Away (1996)
- Изгрев за двама, Just Before Sunrise (1997)
- Night Scents (1997)
- White Hot (1998)
- Kiss the Moon (1999)
- On Fire (1999)
- The Waterfall (2000)
- Shelter Island (2003)
- Cut and Run (2007)

### Серии романи

#### Серия „Тексаски рейнджъри“ (Texas Rangers)
1. The Carriage House (2001)
2. The Cabin (2002)
3. Stonebrook Cottage (2002)
4. The Harbor (2003)

#### Серия „Американски шерифи“ (U.S. Marshall)
1. Cold Ridge (2003)
2. Night's Landing (2004)
3. The Rapids (2004)
4. Dark Sky (2005)
5. Breakwater (2006)
6. Abandon (2007)

#### Серия „ФБР“ (FBI)
1. The Widow (2006)
2. The Angel (2008)
3. The Mist (2009)
4. The Whisper (2010)

#### Серия „Черни водопади“ (Black Falls)
1. Cold Pursuit (2008)
2. Cold River (2009)
3. Cold Dawn (2010)

#### Серия „Шарп и Донован“ (Sharpe & Donovan)
- Rock Point (2013) – предистория

1. Saint's Gate (2011)
2. Heron's Cove (2012)
3. Declan's Cross (2013)
4. Harbor Island (2014)
5. Keeper's Reach (2015)

#### Серия „Долината на бързата река“ (Swift River Valley)
1. Secrets of the Lost Summer (2012)
2. That Night on Thistle Lane (2012)
3. Cider Brook (2014)
4. Echo Lake (2015)
5. A Knights Bridge Christmas (2015)
6. The Spring at Moss Hill (2016)

- Christmas at Carriage Hill (2014)

### Участие в други съвместни серии романи

#### Серия „Кадифена ръкавица“ (Velvet Glove)
1. The Venus Shoe, 1984
7. The Knotted Skein, 1984
14. The Uneven Score, 1985 – награда „Reviewer's Choice“ за романс
от серията има общо 23 романа от различни автори

#### Серия „Мъже: Произведено в Америка 2“ (Men: Made in America 2)
45 Finders Keepers, 1989
от серията има общо 50 романа от различни автори

#### Серия „Добре дошли в Тайлър“ (Welcome to Tyler)
3. Wisconsin Wedding, 1992
от серията има общо 12 романа от различни автори

#### Серия „Любовници и легенди“ (Lovers and Legends)
- Нощен страж, Night Watch, 1993

от серията има общо 11 романа от различни автори

#### Сборна серия новели „Повече от думи“ (More Than Words)
1. More Than Words (2004) – с участието на Сюзън Малъри, Бренда Новак, Даяна Палмър и Емили Ричардс
- More Than Words: Stories Of Strength (2009) – с участието на Керън Харпър и Сюзън Малъри

от серията има общо 7 тематични сборника от различни автори